# Gare de Kyōbashi
Ne doit pas être confondu avec Kyōbashi (métro de Tokyo).
La gare de Kyōbashi (京橋駅, Kyōbashi-eki) est une gare ferroviaire de la ville d'Osaka au Japon. Elle constitue le centre du quartier de Kyōbashi, situé à cheval sur les arrondissements de Jōtō et Miyakojima. La gare est gérée par les compagnies JR West et Keihan, et le métro d'Osaka.

## Situation ferroviaire
La gare de Kyōbashi est située au point kilométrique (PK) 17,5 de la ligne circulaire d'Osaka, au PK 3,0 de la ligne principale Keihan et au PK 8,5 de la ligne Nagahori Tsurumi-ryokuchi. Elle marque la fin de la ligne Katamachi et le début de la ligne JR Tōzai (les deux lignes sont interconnectées).

## Histoire

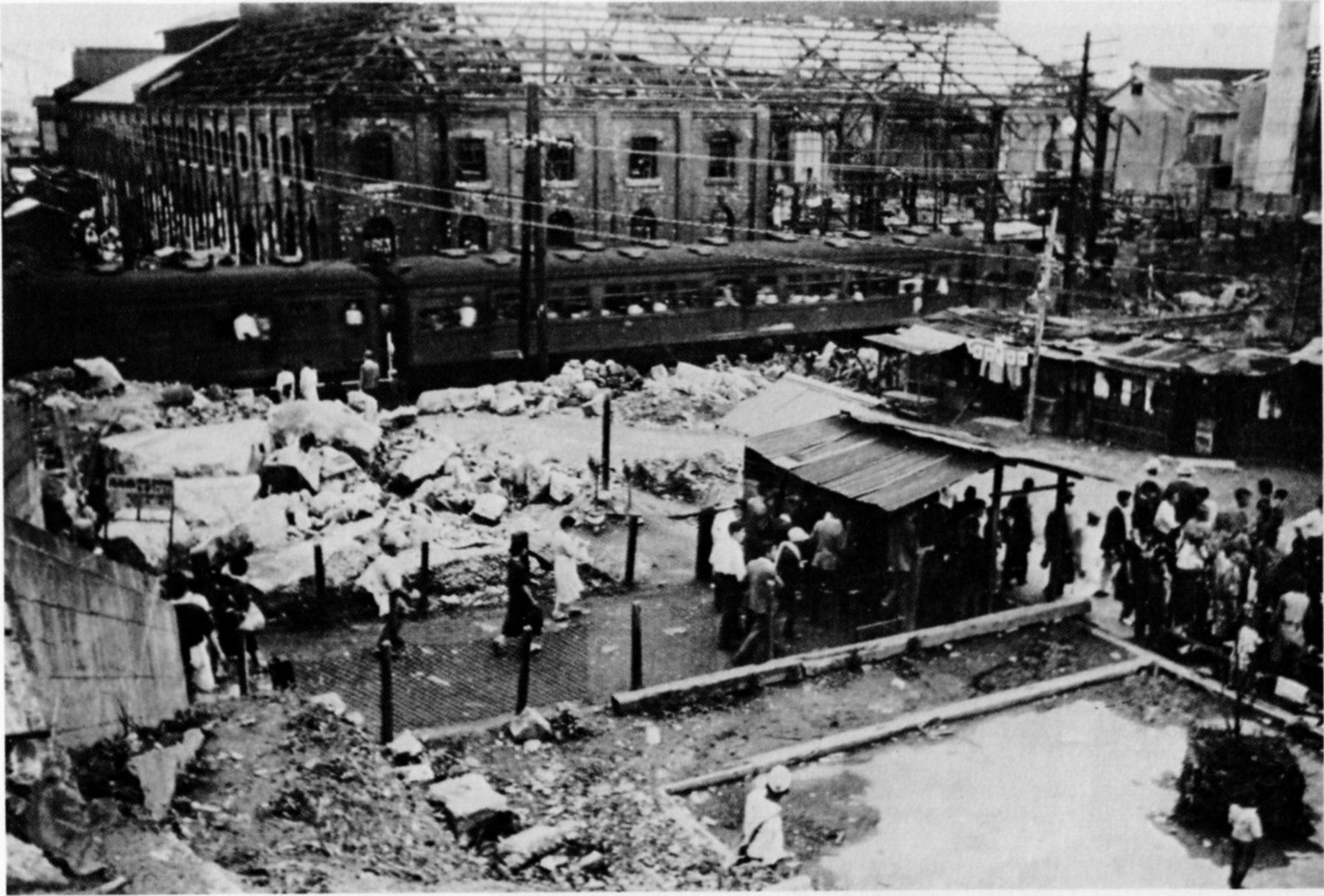
Gare de Kyōbashi en 1946

La gare JR est inaugurée le 17 octobre 1895.
La gare Keihan ouvre le 15 avril 1910 sous le nom de gare de Gamō (蒲生駅). Elle est renommée Kyōbashi en 1949.
Le 14 août 1945, lors du bombardement d'Osaka, une bombe est tombée sur la gare et a tué entre 700 et 800 personnes.
Le métro dessert la gare depuis le 20 mars 1990.

## Service des voyageurs

### Accès et accueil
La gare dispose d'un bâtiment voyageurs, avec guichet, ouvert tous les jours.

### Desserte

#### JR West
- Ligne JR Tōzai :
  - voie 1 : direction Amagasaki

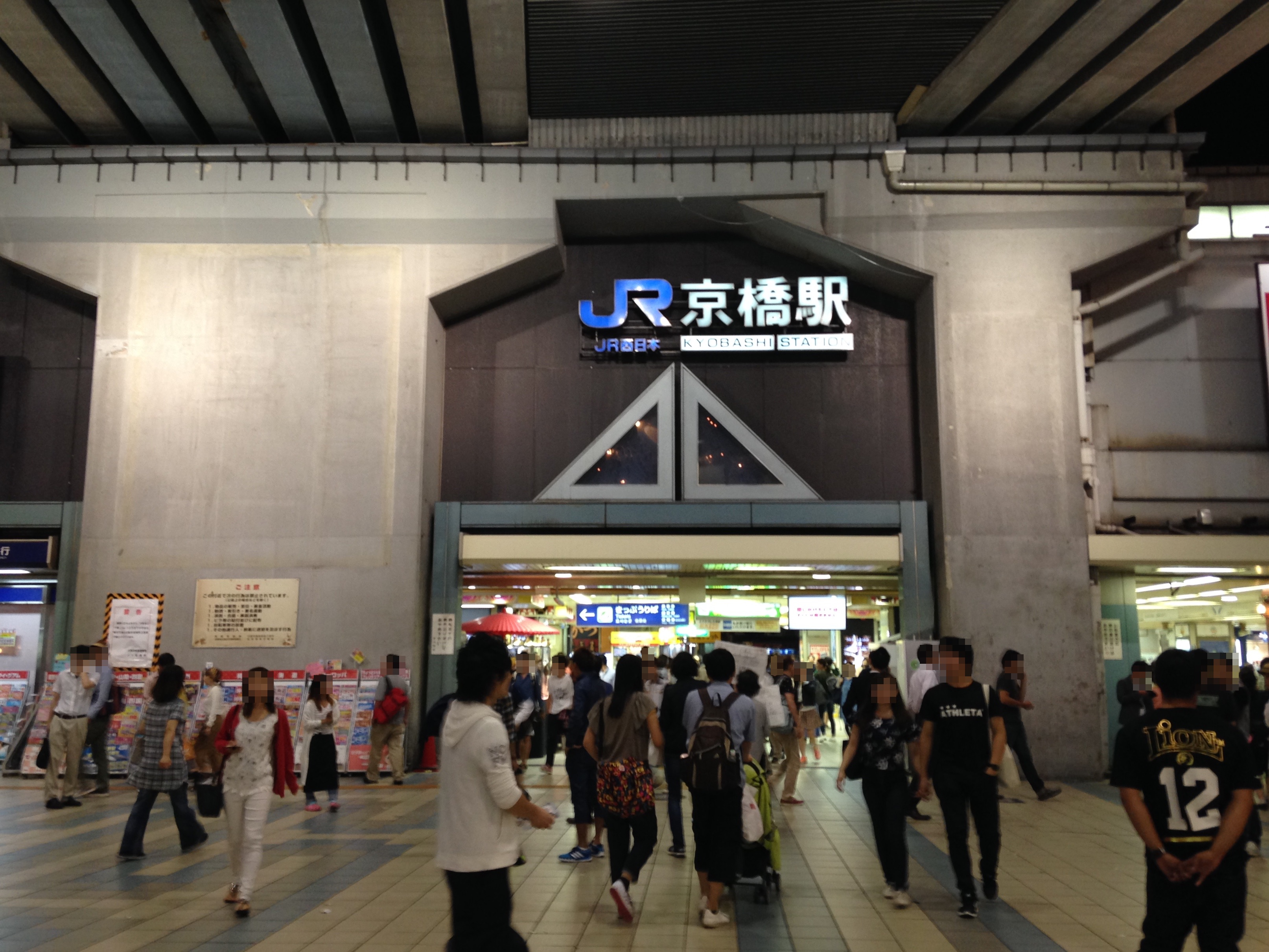
Entrée de la gare JR

- Ligne Katamachi (ligne Gakkentoshi) :
  - voie 2 : direction Doshisha-mae
- Ligne circulaire d'Osaka :
  - voie 3 : direction Osaka et Nishikujō
  - voie 4 : direction Tsuruhashi et Tennōji

#### Keihan
- Ligne principale Keihan :

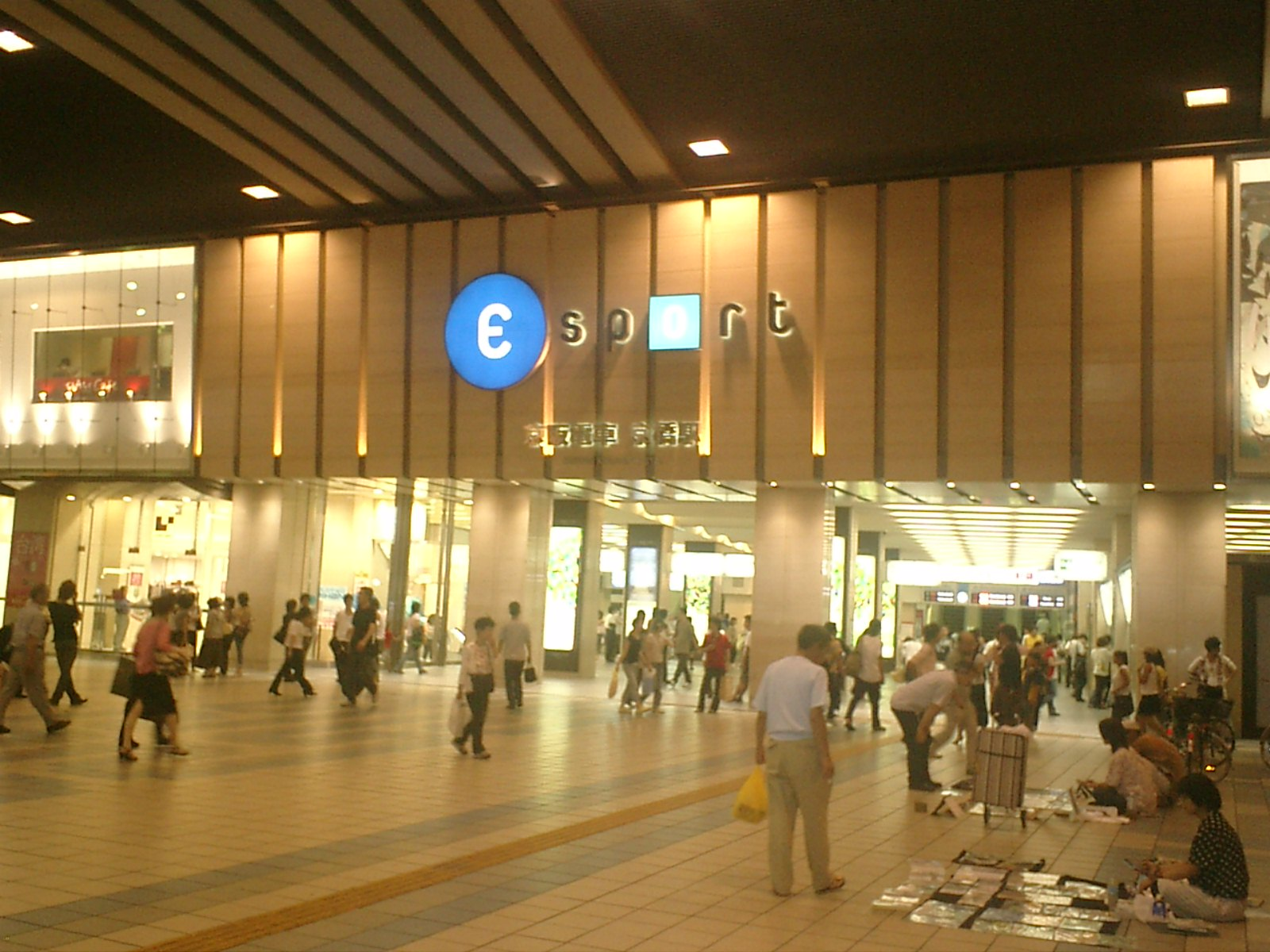
Entrée de la gare Keihan

  - voies 1 et 2 : direction Hirakatashi et Sanjō (interconnexion avec la ligne Keihan Ōtō pour Demachiyanagi)
  - voies 3 et 4 : direction Yodoyabashi et Nakanoshima

#### Métro d'Osaka
- Ligne Nagahori Tsurumi-ryokuchi :
  - voie 1 : direction Kadoma-minami
  - voie 2 : direction Taishō

## Dans les environs
- Neya-gawa
- Osaka Business Park
  - Matsushita IMP Building
  - Crystal Tower
  - Bureaux d'Osaka de Yomiuri TV
- Musée d'art Fujita